# Heilige Hallen
Heilige Hallen (česky Svaté síně, český název se však nepoužívá) je přírodní rezervace (německy Naturschutzgebiet) v Sasku na území zemského okresu Saské Švýcarsko-Východní Krušné hory. Leží na severním okraji Saského Švýcarska východně od velkého okresního města Sebnitz na severozápadním svahu vrchu Tanečnice (599 m). Vyhlášena byla 30. března 1961 a její rozloha činí 32,78 ha.

## Přírodní poměry
Přírodní rezervace se nachází v Sebnitzském lese nedaleko státní hranice s Českem na příkrém severozápadním svahu Tanečnice a dosahuje téměř k údolí řeky Sebnice. Spolu s okolním lesem tvoří evropsky významnou lokalitu Sebnitzer Wald und Kaiserberg, ke které patří i sousední přírodní rezervace Gimpelfang. Předmětem ochrany jsou původní acidofilní bučiny, označované podle Směrnice o stanovištích kódem 9110.
Z geomorfologického hlediska patří již rezervace ke Šluknovské pahorkatině (jižním směrem leží lužický zlom, hranice s Děčínskou vrchovinou), bývá však řazena k oblasti Saského Švýcarska. Geologicky je Tanečnice tvořena biotitickým lužickým granodioritem, dříve označovaným za granodiorit zawidówského typu. Na strmých svazích se z něj ve čtvrtohorách vytvořily úlomky a kamenné moře. Na severu, na okraji údolí Sebnice, se usadily hlinité sedimenty. Mezi půdními typy převažují podle německé terminologie parahnědozem a hnědozem, v oblasti kamenného moře pak menší plochy skeletových půd. Dolní částí rezervace protéká Wolfsbach, levostranný přítok Sebnice. Heilige Hallen se rozkládá v nadmořské výšce přibližně 340–510 m, proto je zde průměrná roční teplota pouze 7 °C.

## Fauna a flóra
Název Heilige Hallen poukazuje na dochovaný bukový les s halovým charakterem. Vedle buku lesního (Fagus sylvatica) zde nacházíme mladší porosty jedle bělokoré (Abies alba) a smrku ztepilého (Picea abies). Pro tyto acidofilní bučiny je typická absence keřového patra. Typickými zástupci bylinného patra jsou bukovník kapraďovitý (Gymnocarpium dryopteris), kapraď rozložená (Dryopteris dilatata), starček vejčitý (Senecio ovatus) a bika chlupatá (Luzula pilosa). Z dalších rostlin to jsou pérnatec horský (Lastrea limbosperma), čarovník alpský (Circaea alpina) či různé druhy ostřice (Carex).
Zvířenu reprezentuje nejméně 24 druhů ptáků, mezi nimi holub doupňák (Columba oenas), puštík obecný (Strix aluco), datel černý (Dryocopus martius) a hýl obecný (Pyrrhula pyrrhula). Též se zde vyskytují v Saském Švýcarsku již méně běžné savci jako kuna lesní (Martes martes) a plšík lískový (Muscardinus avellanarius). Heilige Hallen jsou důležitým stanovištěm pro netopýry, především netopýra velkého (Myotis myotis) a netopýra velkouchého (Myotis bechsteinii). Plazi jsou zastoupeni velmi slabě, žije zde zmije obecná (Vipera berus).

## Taufstein
V horní čáti rezervace leží Taufstein (česky Křticí kámen), nižší granodioritový balvan s prohlubní. Během třicetileté války posloužil Sebnitzský les několikrát jako útočiště pro obyvatele Sebnitz a okolních vsí. Podle pověsti byly během válečných let na tomto kameni křtěna novorozeňata.

## Turistika
Skrze Heilige Hallen a okolní Sebnitzský les prochází zeleně značená okružní turistická trasa, jež vede po několika starých stezkách (např. Kälbersteig, Finsterwinkelweg, Langer Flügel či Alte Nixdorfer Straße).